# لاکتالیس
لاکتالیس (انگلیسی: Lactalis) شرکت فراورده‌های لبنی فرانسوی است، که در زمینه تولید و عرضه پنیر، کره، شیر و سایر محصولات لبنیاتی فعالیت می‌نماید.
شرکت لاکتالیس در سال ۱۹۳۳ توسط آندره بسنیر تأسیس شد و امروزه مالک ۲۳۷ کارخانه مختلف در ۴۳ کشور جهان می‌باشد. دفتر مرکزی این شرکت در شهر لاوال، فرانسه قرار دارد و کلیه سهام آن متعلق به خانواده بسنیر می‌باشد.